# Hervé Mathieu-Bachelot
Hervé Paul Mathieu-Bachelot (né à Paris le 13 juillet 1945 et mort à Créteil le 7 décembre 2000) est un dessinateur et graveur français. 

## Biographie
Coloriste, graveur et dessinateur, il a travaillé, entre autres, comme conseiller artistique pour la Régie autonome des transports parisiens, pour laquelle il a réalisé plusieurs œuvres décorant certaines stations du métro de Paris.

## Exemples d'œuvres
Réalisations pour la RATP :
- Gare RER de la Défense :

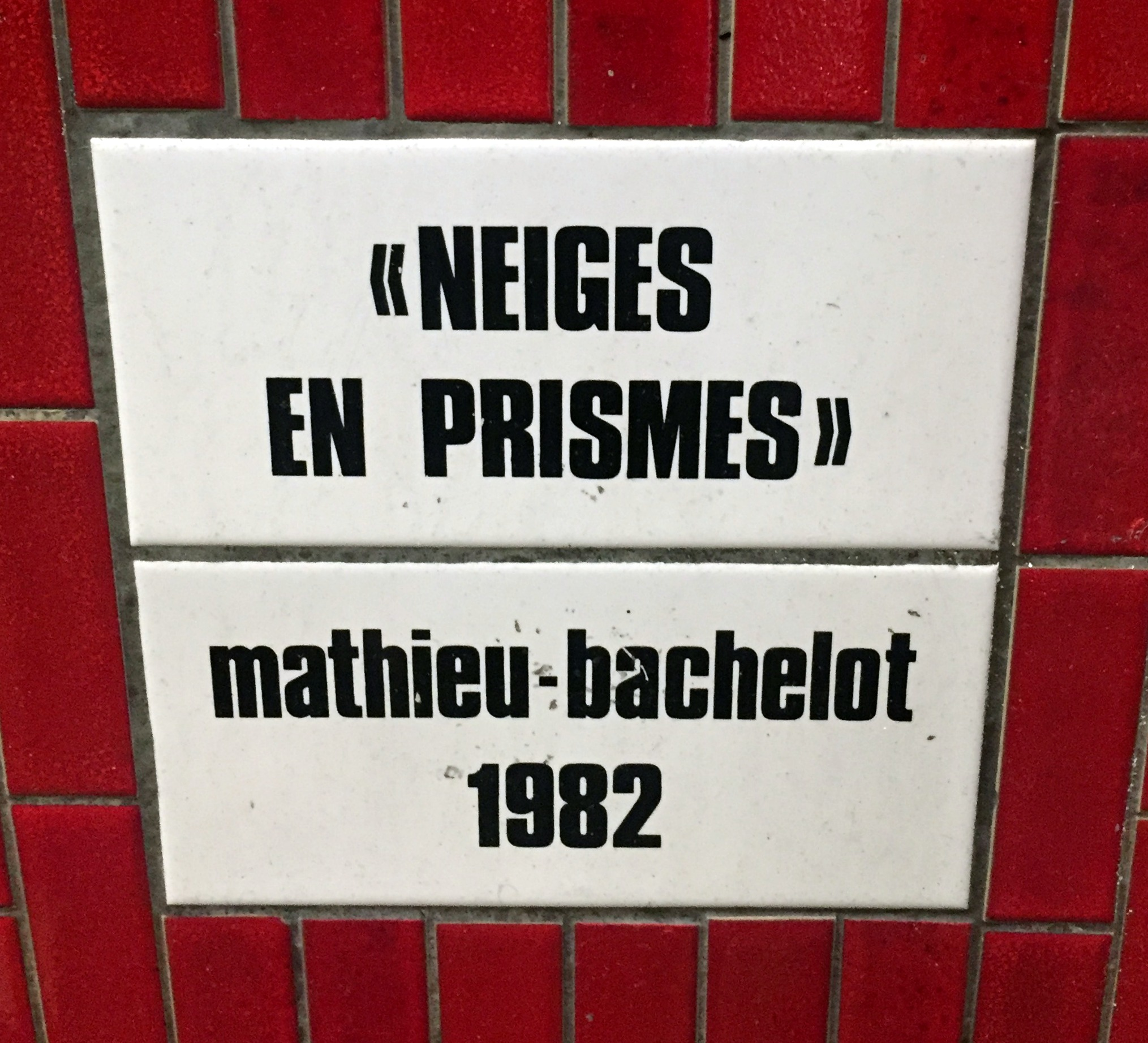
Neiges en prisme : plaque.

  - Traits d'union (avec André Ropion, 1979, vitrail) ;
  - Volutes en gerbes (1981, mosaïque) ;

- Mosaïques de céramique peinte pour le métro de Paris :
  - Cadet : Lumière en éclats (1982) ;
  - Corentin Cariou : De la verticale à l'oblique (1982) ;
  - Châtelet : Obliques enrubannées (avec André Ropion, 1985) ;
  - Grands Boulevards : Cascades de temps (1985) ;
  - Pigalle ;
  - Simplon ;
  - Marcadet - Poissonniers : Neiges en prisme (1982) ;
  - Temple : Couleur en masses (1982) ;

Réalisations à Créteil :
- Arches de la passerelle des Italiens, visible de la rue René Arcos au niveau de son intersection avec le boulevard John Fitgerald Kennedy (1988, fresque)[3]
- Au bout du Mail des Mèches, à l'entrée de la station de métro Créteil - Université (1991, fresque marine en faïence)[4]

## Distinctions
- Officier des Arts et des Lettres[5]
- Médaille de Vermeil de la ville de Paris, 1990[5]